# Glinna–Nawaria
Glinna–Nawaria (ukr. Глинна-Наварія, ros. Глинна-Навария) – stacja kolejowa w miejscowości Pustomyty, w rejonie lwowskim, w obwodzie lwowskim, na Ukrainie. Nazwa pochodzi od dzielnicy Pustomyt – Glinnej (w chwili powstania stacji osobnej wsi) oraz pobliskiej wsi Nawaria (w chwili powstania stacji miasteczka).
Stacja powstała w czasach Austro-Węgier na linii Kolei Arcyksięcia Albrechta, pomiędzy stacjami Lwów a Szczerzec.
Instytut Jad Waszem wskazuje stację jako miejsce ratowania Żydów w czasie okupacji niemieckiej przez polską rodzinę Szumaszkiewiczów, której członkowie (Franciszek, Maria i Janina Szumaszkiewiczowie oraz Genowefa Kłos z d. Szumaszkiewicz), zostali w 2019 roku nagrodzeni tytułami Sprawiedliwych wśród Narodów Świata.